# Incontro nazionale dei giovani 2007
(Papa Benedetto XVI, discorso a braccio durante la veglia dell'Incontro nazionale dei giovani 2007, Loreto, 1 settembre 2007.)
L'Incontro nazionale dei giovani 2007, abbreviato Loreto 07, è stato l'appuntamento culmine del primo anno dell'Agorà dei giovani italiani e ha avuto luogo a Loreto, nelle Marche, il 1º e 2 settembre 2007. Si tratta di un evento paragonabile per impostazione e calendario ad una Giornata Mondiale della Gioventù rivolto in particolare ai giovani italiani.
Tema dell'incontro «Come io vi ho amato. La missione come ascolto».

## La preparazione
L'evento è stato annunciato a marzo 2006 durante l'incontro a Roma del consiglio permanente della Conferenza Episcopale Italiana, mentre il programma è stato stilato durante il primo incontro organizzativo, svoltosi proprio a Loreto a settembre, alla presenza dei responsabili della pastorale giovanile delle Diocesi italiane e, tra gli altri, del capo della Protezione Civile Guido Bertolaso.
La presenza del papa all'evento, non scontata nelle intenzioni iniziali degli organizzatori, è stata confermata dallo stesso Benedetto XVI durante l'Angelus del 29 ottobre 2006. La notizia, già nell'aria da tempo, era stata anticipata anche dal vicepresidente del Consiglio Francesco Rutelli affermando inoltre che «Il governo è deciso a dare il più grande sostegno a questa serie di giornate bellissime in cui verranno giovani da tutte le parti del Mediterraneo raccogliendo l'invito del papa». A settembre 2007 «verrà il nuovo papa», per rivolgersi ai ragazzi «che vorremmo affacciati su un Mediterraneo di pace. È un grande sogno e speriamo che l'appuntamento di Loreto aiuti a realizzarlo».
Le "iscrizioni" partirono il 6 gennaio 2007: gli organizzatori all'epoca stimarono la partecipazione in 400.000 italiani e 25.000 stranieri provenienti dal resto d'Europa e del bacino del Mediterraneo. A questo proposito il presidente della Regione Marche Gian Mario Spacca chiese al Governo italiano lo status di "Grande evento".

## Le "Giornate dell'accoglienza"
L'incontro è stato preceduto, similmente a quanto accaduto in prossimità delle Giornate Mondiali del 2002 e del 2005 in Canada e Germania, da una sorta di «gemellaggio» tra le diocesi limitrofe e quelle dei partecipanti all'evento, i quali sono stati ospitati nelle diocesi stesse nei giorni di mercoledì 29, giovedì 30 e venerdì 31 agosto avendo così la possibilità di conoscere le realtà locali. Nell'ospitalità sono state coinvolte 32 diocesi appartenenti alle quattro regioni italiane: Emilia-Romagna, Umbria e Abruzzo oltre ovviamente alle Marche.

## L'incontro con il Papa

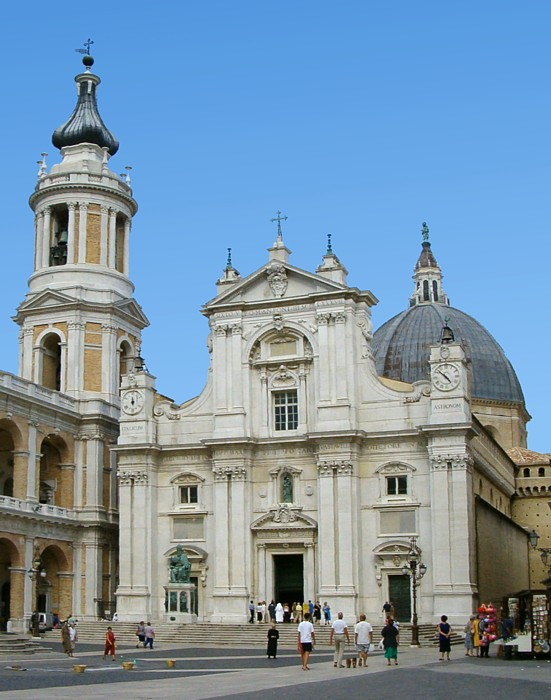
Basilica del Santuario di Loreto

Tra venerdì 31 agosto e sabato 1º settembre tutti i partecipanti hanno raggiunto la città marchigiana, sede del Santuario della Santa Casa, dov'è custodita quella che, secondo la tradizione, è la casa dove Maria ricevette l'Annunciazione intorno al 6 a.C.
Nella mattinata del 1º settembre i partecipanti sono riuniti in vari luoghi prestabiliti (chiese, piazze, stadi) con il proprio vescovo per un momento di raccoglimento. Nel pomeriggio per tutti c'è stato il trasferimento a piedi alla piana di Montorso dove in serata è prevista la veglia con il papa.
I presenti hanno trascorso quindi la notte accampati in loco nello stile proprio delle GMG tradizionali, partecipando alla messa finale la mattina successiva, presieduta dal pontefice.
L'evento è una tappa in preparazione alla Giornata Mondiale della Gioventù del 2008.

## Un incontro a basso impatto ambientale
Anche per la concomitanza, il 2 settembre, con la "Giornata per la salvaguardia del creato", gli organizzatori hanno predisposto una serie di azioni per rendere l'evento a basso impatto ambientale.

## Programma
- 29 – 30 - 31 agosto

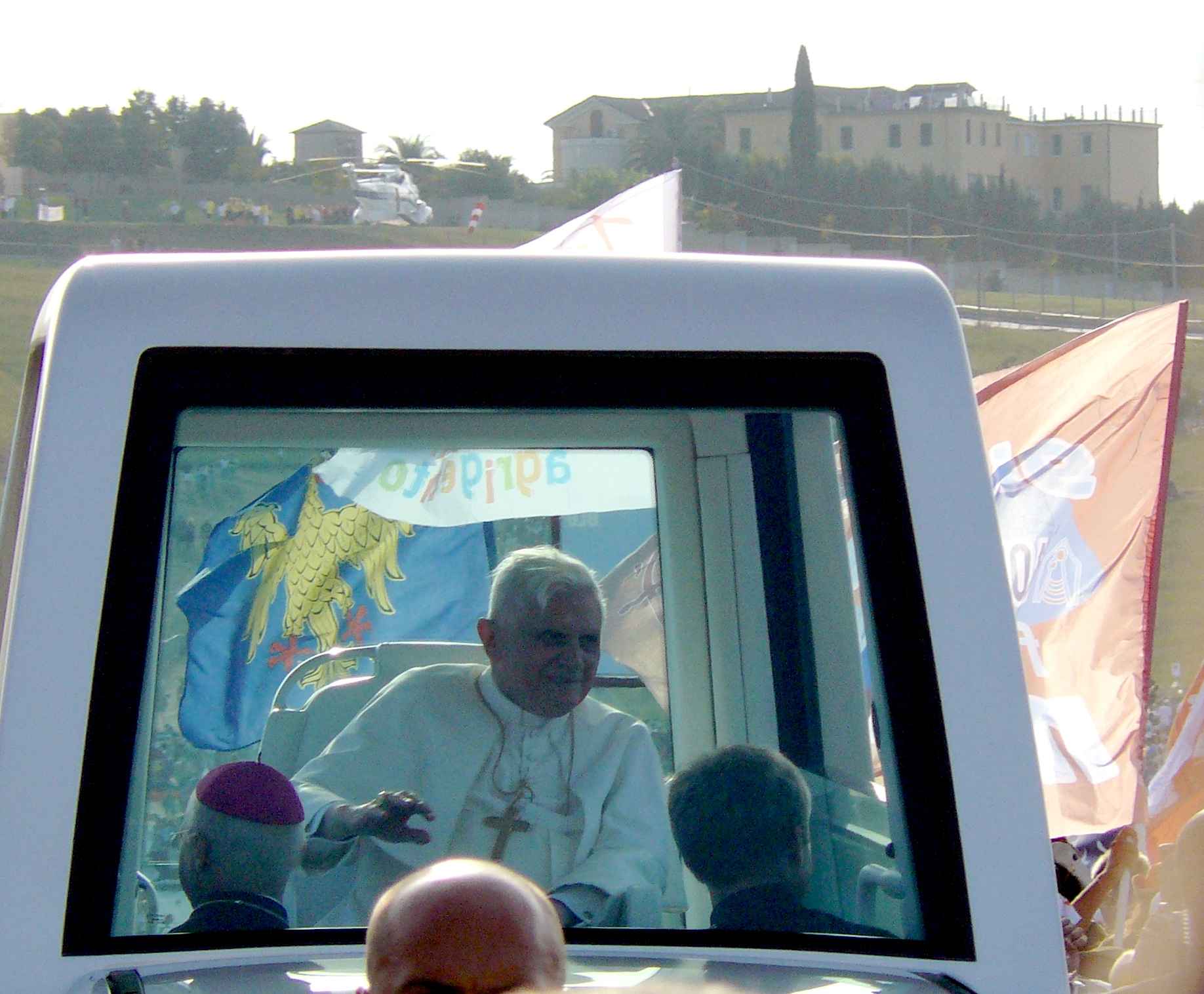
Incontro nazionale dei giovani 2007. Arrivo di papa Benedetto XVI

Giorni dell'accoglienza: nelle 32 diocesi della Romagna, delle Marche, dell'Umbria e dell'Abruzzo i giovani si incontrano per condividere il cammino percorso. Le giornate sono caratterizzate da alcune dinamiche consolidate (ospitalità nelle famiglie, eventi di festa e di conoscenza del territorio…), ma anche da iniziative collegate al tema del primo anno dell'Agorà dei giovani italiani.
- 1º settembre

La mattina è dedicata al cammino verso Loreto: tutti i gruppi si spostano a piedi verso la spianata di Montorso. Il pellegrinaggio sarà animato in vario modo.
A metà pomeriggio arriverà il Papa, con cui i giovani vivranno un intenso momento di "preghiera dialogata", meditando sul brano dell'Annunciazione. Protagonista della riflessione sarà la “periferia”, luogo privilegiato dell'incontro di ogni giovane con Dio.
Dopo la veglia una serata di testimonianze, musica e spettacolo: un percorso di racconti di vita, arricchito dalla presenza di artisti, richiamerà la dinamica battesimale dell'immersione nella storia e della chiamata ad uscire alla vita. Una grande fontana, luogo di incontro e di immersione, evocherà l'acqua viva che sgorga dalla croce di Cristo.
La notte tra il sabato e la domenica, che si concluderà con la celebrazione delle Lodi mattutine, sarà un'occasione di riflessione sui temi meditati nella giornata.
- 2 settembre

Messa finale presieduta dal Papa, al termine della quale Benedetto XVI consegnerà a 72 giovani il mandato per la missione.

## Curiosità
- È stata la terza volta che un Pontefice incontra dei giovani nella piana di Montorso. Giovanni Paolo II ne incontrò 400.000 in occasione di Eurhope, incontro europeo dei giovani, nel settembre del 1995, evento al quale si ispira questo incontro. Wojtyla si recò per la seconda volta a Montorso nel 2004 in occasione di un raduno nazionale dell'Azione Cattolica a cui parteciparono 200.000 persone. Si trattava dell'ultimo viaggio apostolico del papa polacco.
- Padre Giancarlo Bossi, il missionario sequestrato da un gruppo di guerriglieri islamici nel sud delle Filippine il 10 giugno 2007, racconterà la sua esperienza nel grande raduno dei giovani italiani con il Papa a Loreto. Il religioso, liberato il 19 luglio, ha espresso il desiderio di incontrare Benedetto XVI proprio in occasione delle giornate loretane. Monsignor Giuseppe Betori, Segretario generale della CEI e Presidente del Comitato organizzatore dell'incontro dei giovani italiani a Loreto con il Papa, dichiara che "era già negli auspici del Comitato stesso poter avere la presenza di Padre Bossi a Loreto e che - tal fine - era stata lasciata aperta una finestra per consentirne la testimonianza davanti a Benedetto XVI e ai giovani. La disponibilità ora espressa da Padre Bossi, ad appena qualche ora dal suo rilascio, viene accolta da tutti con grande gioia, certi che la sua coraggiosa esperienza di missionario potrà far breccia nel cuore di tantissimi giovani alla ricerca di chi, come Padre Bossi, fa del Vangelo la ragione della propria vita e la radice della propria speranza in mezzo agli altri".
- Memori delle critiche mosse da ambienti cattolici (in particolare dal settimanale Nigrizia) in occasione delle GMG di Roma e Colonia, tra gli sponsor dell'incontro di Loreto non vi è la Banca di Roma, uno degli istituti di credito italiani più attivi nel commercio di armi.
- C'erano 100.000 giovani del Cammino Neocatecumenale nel giorno dell'incontro con il Papa Benedetto XVI nella Pianura di Montorso il 2 di settembre. Il giorno dopo, c'era un incontro per i giovani neocatecumenali nella stessa Pianura di Montorso con gli iniziatori del Cammino Neocatecumenale. Al termine di questo incontro, 3.200 giovani hanno risposto per la chiamata per la vita consacrata, tra cui 2.000 erano ragazzi e 1.200 ragazze.
- Il crocifisso che sovrastava la spianata era una copia della tavola trecentesca, attribuita a Mello da Gubbio, conservata nel duomo di Pergola.

## Le diocesi coinvolte nell'ospitalità
- Parte della Regione ecclesiastica Abruzzo-Molise:
  - Arcidiocesi di Chieti-Vasto
  - Arcidiocesi di Lanciano-Ortona
  - Arcidiocesi di Pescara-Penne
  - Diocesi di Teramo-Atri
- Parte della Regione ecclesiastica Calabria:
  - Arcidiocesi di Reggio Calabria-Bova
  - Arcidiocesi di Cosenza-Bisignano
  - Diocesi di Oppido Mamertina-Palmi
- Parte della Regione ecclesiastica Emilia-Romagna:
  - Diocesi di Cesena Sarsina
  - Diocesi di Faenza-Modigliana
  - Diocesi di Forlì Bertinoro
  - Diocesi di Imola
  - Arcidiocesi di Ravenna-Cervia
  - Diocesi di Rimini
  - Diocesi di San Marino-Montefeltro
- Regione ecclesiastica Marche:
  - Arcidiocesi di Ancona-Osimo
  - Diocesi di Ascoli Piceno
  - Arcidiocesi di Camerino-San Severino Marche
  - Diocesi di Fabriano-Matelica
  - Diocesi di Fano-Fossombrone-Cagli-Pergola
  - Arcidiocesi di Fermo
  - Diocesi di Jesi
  - Prelatura territoriale di Loreto
  - Diocesi di Macerata-Tolentino-Recanati-Cingoli-Treia
  - Arcidiocesi di Pesaro
  - Arcidiocesi di Urbino-Urbania-Sant'Angelo in Vado
  - Diocesi di San Benedetto del Tronto-Ripatransone-Montalto
  - Diocesi di Senigallia
- Regione ecclesiastica Umbria:
  - Diocesi di Assisi-Nocera Umbra-Gualdo Tadino
  - Diocesi di Città di Castello
  - Diocesi di Foligno
  - Diocesi di Gubbio
  - Diocesi di Orvieto-Todi
  - Arcidiocesi di Perugia-Città della Pieve
  - Diocesi di Spoleto-Norcia
  - Diocesi di Terni-Narni-Amelia

## Galleria d'immagini

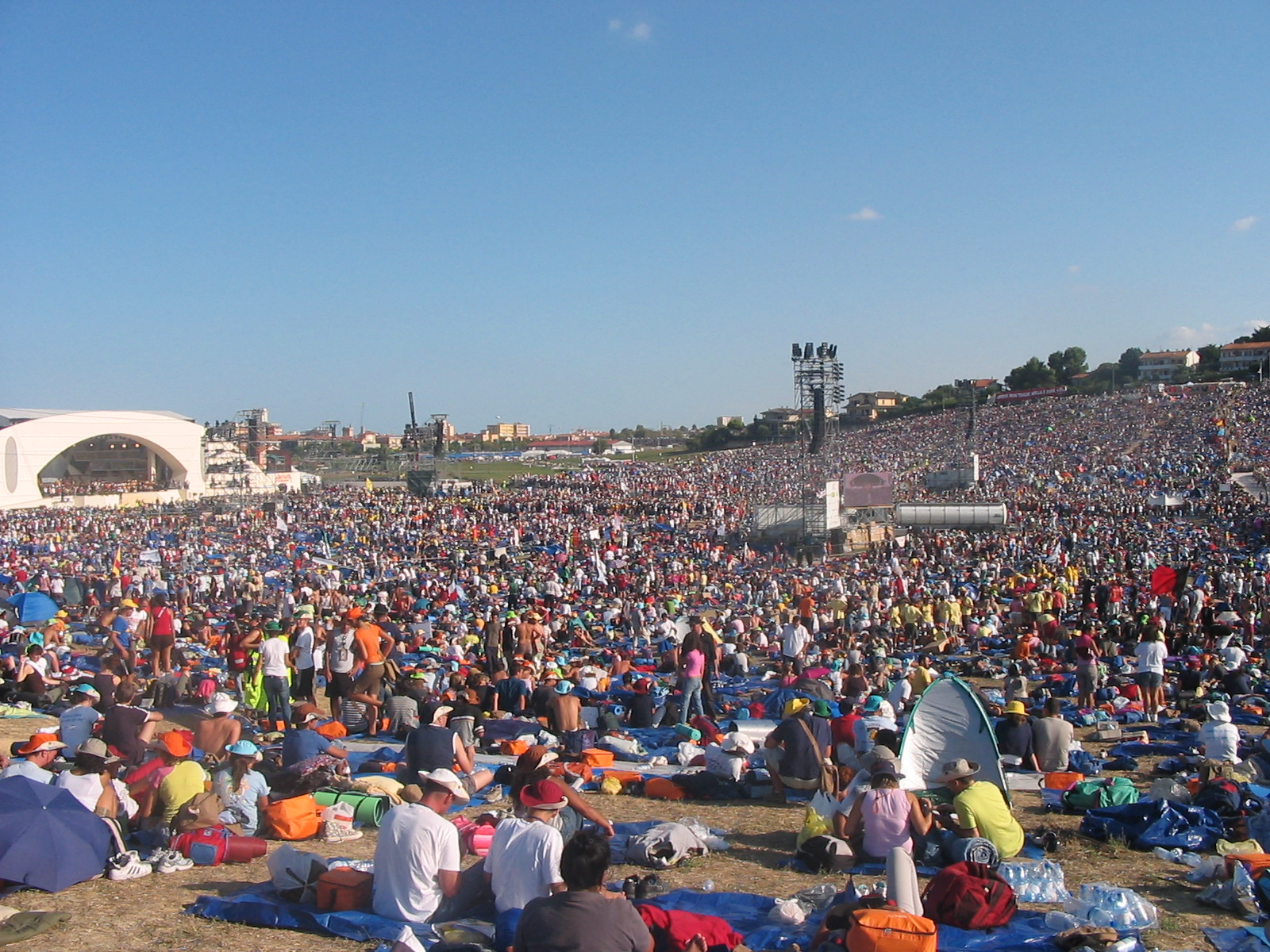
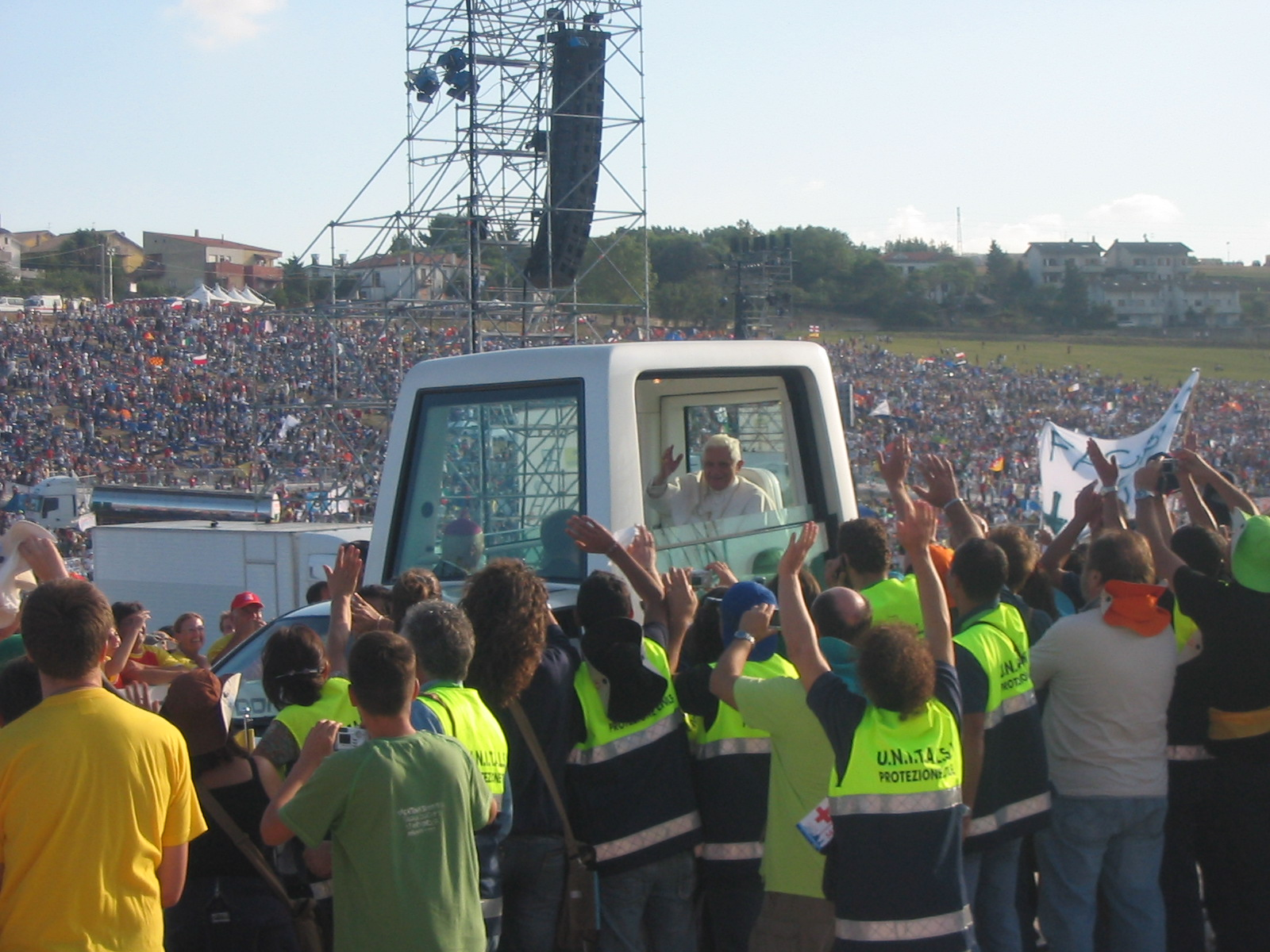
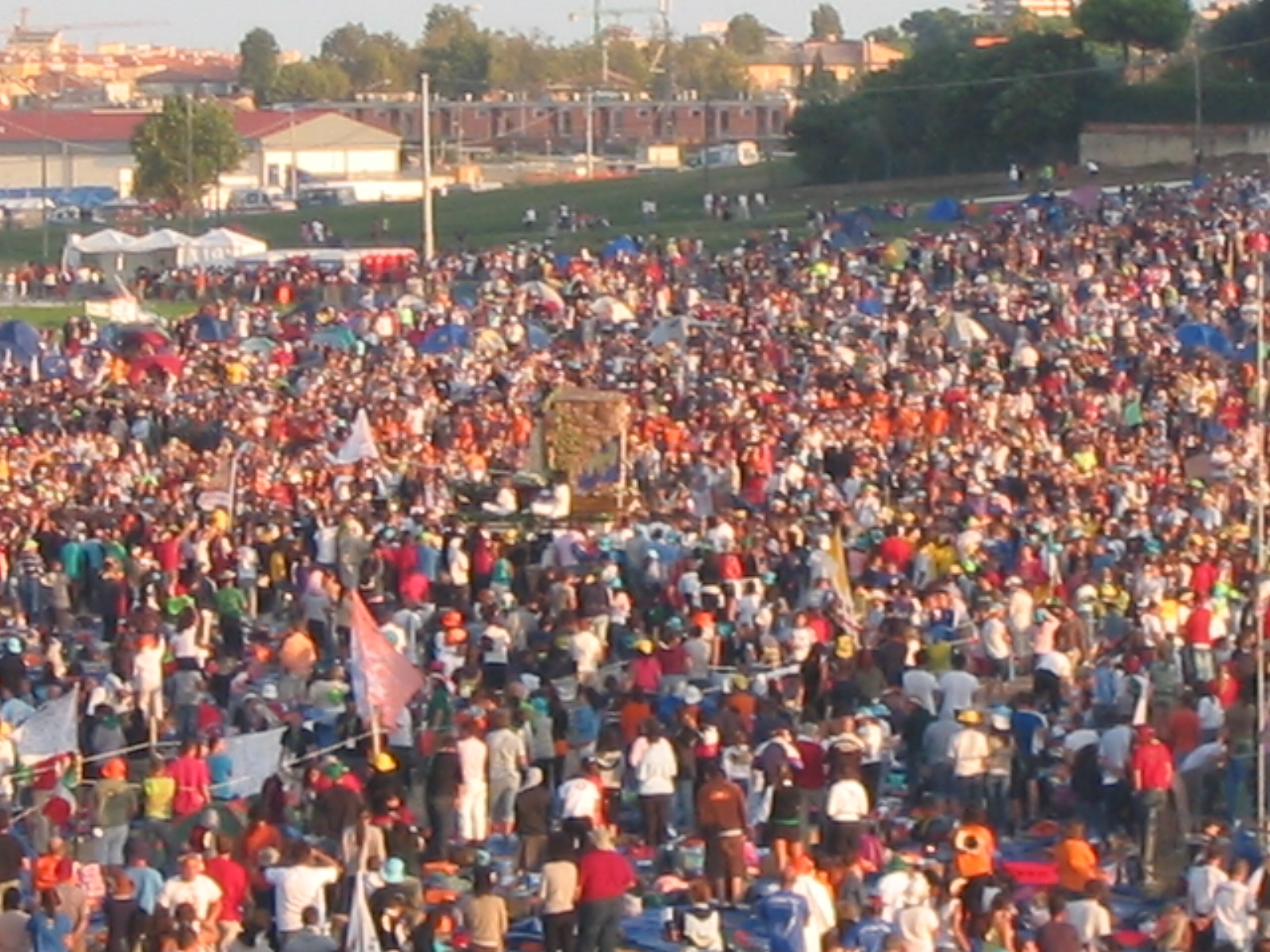
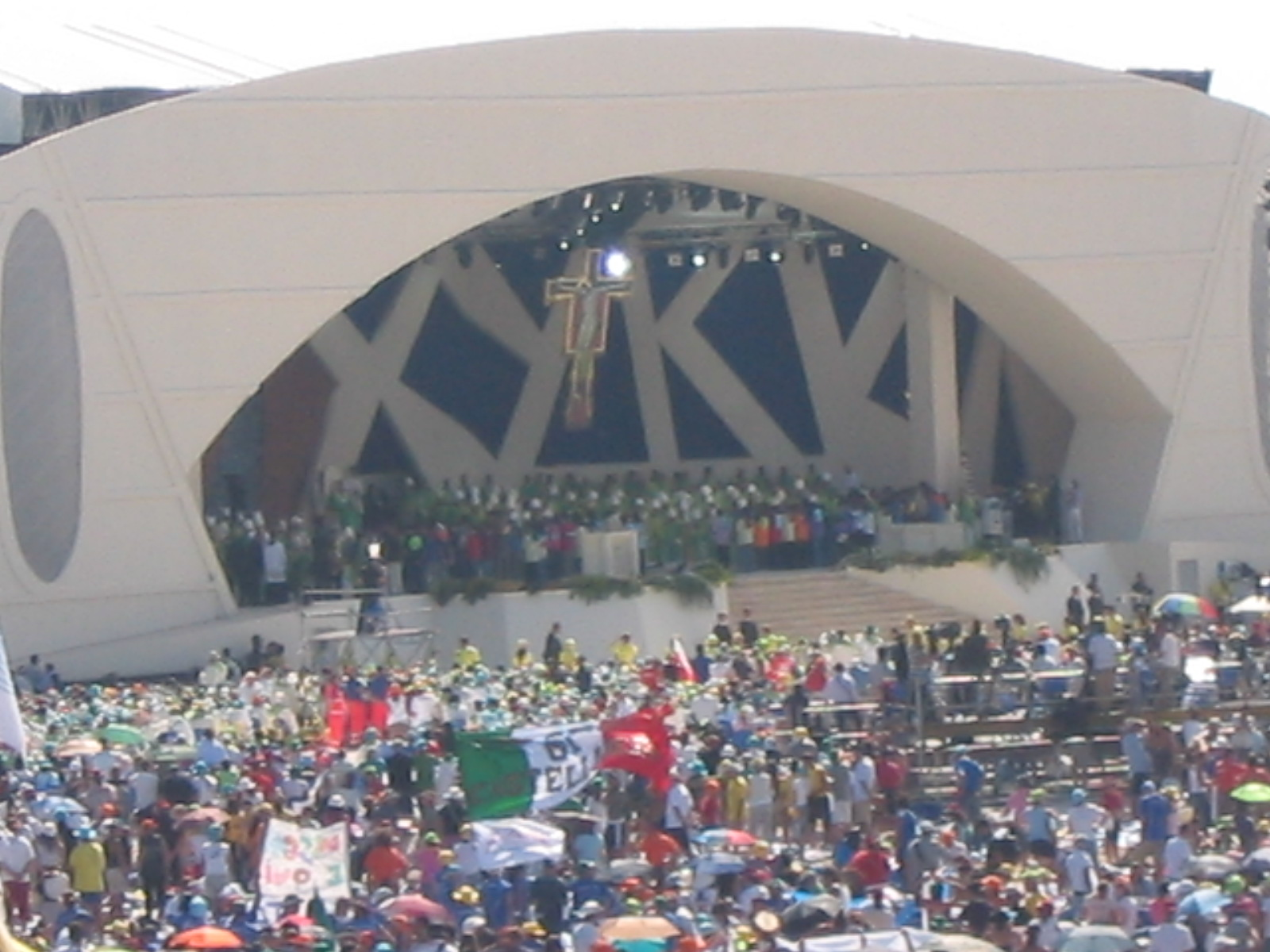